# Адам Морисон
Адам Морисон (енгл. Adam Morrison, Глендајв, Монтана, 19. јул 1984) је бивши амерички кошаркаш. Играо је на позицијама крила и крилног центра. У првом делу сезоне 2011/12. је играо у Црвеној звезди.

## Каријера

### Колеџ
Морисон је скренуо пажњу на себе одличним партијама на Гонзага колеџу, чији је дрес носио од 2003. до 2006. године. У првој сезони имао је просек од 11,4 поена, у другој је убацивао 19 по утакмици и изабран је у идеалну петорку, а у сезони 2005/06. са фантастичним просеком од 28,1 поена био је први стрелац лиге, а имао је и 5,5 скокова. Против Лојоле је стигао до личног рекорда од 44 поена.
Нашао се на ширем списку репрезентације САД за Светско првенство 2006. године.

### НБА
Фантастичне партије у дресу Гонзаге нису прошле незапажено, па је Морисон 2006. године изабран на НБА драфту као трећи пик од стране Шарлот бобкетса. Прва сезона у НБА лиги му је и најбоља у елитном шампионату. На мечу против Индијана пејсерса 30. децембра 2006. године убацио је 30 поена, што му је лични рекорд у најјачој лиги на свету. За Бобкетсе је у дебитантској сезони бележио 11,8 поена у 78 одиграних сусрета, а затим је због повреде и операције колена пропустио целу сезону 2007/08.
Када се вратио на паркет у шампионату 2008/09, због слабе игре у одбрани изгубио је место у стартној постави Бобкетса. У 44 меча бележио је 4,5 поена, а затим је 7. фебруара 2009. године трејдован у Лејкерсе заједно са Шеноном Брауном у замену за Владимира Радмановића. На осам утакмица у другом делу сезоне у дресу славног тима из Лос Анђелеса имао је просек од 1,3 поена по мечу уз малу минутажу. Био је члан екипе која је стигла до шампионске титуле, али није улазио у игру у плеј-офу 2009. У лигашком делу НБА шампионата 2009/10, на 31 утакмици просечно је постизао 2,4 поена, а у плеј-офу је у два меча убацио укупно четири поена и поново стигао до шампионског прстена са Лејкерсима.
У НБА лиги је укупно одиграо 161 утакмицу уз просек од 7,5 поена.

### Црвена звезда
За време штрајка играча у НБА лиги 2011. године, Морисон је постао један од бројних кошаркаша, који су се отиснули на европски континент. Потписао је уговор са Црвеном звездом у септембру 2011. За црвено-беле је играо два и по месеца у сезони 2011/12. У осам такмичарских утакмица забележио је 124 постигнута поена (просек 15,5 по мечу) уз 3,1 скок и врло добре проценте шута – 87,5 одсто са линије слободних бацања, 50,7 одсто за два поена и 39,1 одсто за три поена. Пре доласка у Звезду паузирао је читаву годину.
У црвено-белом дресу највише поена је убацио против Олимпије у хали Пионир – 30. На гостовању Загребу постигао је 27, а против Лашког и Хемофарма по 23, али знао је и да закаже, па је против подгоричке Будућности имао само три поена. У тих осам утакмица у којима је Морисон играо, Звезда је забележила само две победе.
Званично је напустио Звезду 28. новембра 2011. године.

### Након Звезде
После одласка из Звезде наступао је за Бешикташ у другом делу сезоне 2011/12. и са турским клубом је освојио национални куп. Покушао је касније да се врати у НБА лигу, па је током лета 2012. године наступао за Бруклин нетсе и Лос Анђелес клиперсе у Летњој лиги. У дресу Нетса је бележио 5,2 поена, а одличан учинак имао је у Клиперсима (20 поена и пет скокова у просеку). Покушао је и у дресу Портланда да се наметне, али није успео да поново заигра у елитној лиги и поред квалитета који је поседовао.
Изненада је одлучио да заврши каријеру током лета 2013. године и одмах се прикључио стручном штабу Гонзага булдогса са жељом да постане асистент тренера ове екипе у будућности.

## Успеси

### Клупски
- Лос Анђелес лејкерси:
  - НБА (2): 2008/09, 2009/10.
- Бешикташ:
  - Куп Турске (1): 2012.

### Појединачни
- Идеални тим новајлија НБА — друга постава: 2006/07.